# Canto di Natale
Il Canto di Natale (titolo orig. A Christmas Carol. In Prose. Being a Ghost-Story of Christmas), noto in Italia anche come Cantico di Natale, Ballata di Natale o Racconto di Natale, è una novella o racconto di fantasmi pubblicata a Londra nel 1843 da Charles Dickens (1812-1870) per Champman & Hall e illustrata da John Leech. Una delle sue opere più famose, commoventi e popolari, racconta la storia celeberrima di Ebenezer Scrooge, un uomo anziano, antipatico ed avaro che non apprezza il Natale, che riceve la visita di una serie di fantasmi che cercano di convertirlo: il primo ad ammonirlo è Jacob Marley, il suo defunto amico ed ex socio in affari; seguono gli spiriti del Natale passato, di quello del presente, e di quello futuro. Dopo le loro apparizioni, Scrooge cambia e diventa molto più gentile e generoso.

## Storia
Scritto nel periodo in cui i Britannici stavano esplorando e rivalutando le tradizioni natalizie, inclusi racconti, cartoline e alberi di Natale, Dickens fu influenzato dalle proprie esperienze durante l'infanzia e dai racconti di altri autori, come Washington Irving e Douglas Jerrold. Aveva già scritto tre storie di Natale. D'ispirazione alla Christmas Carol vi fu la sua visita alla Field Lane Ragged School, una delle diverse istituzioni esistenti allora per i bambini di strada di Londra. Il trattamento verso i poveri e l'abilità di un individuo di redimersi operando una trasformazione di sé in persona più empatica sono le chiavi della storia.
Pubblicata il 19 dicembre, la prima edizione andò esaurita il giorno di Natale; alla fine del 1844, già tredici edizioni erano andate a stampa. Accolta favorevolmente dalla critica, copie pirata apparvero nel gennaio 1844, contro la cui pubblicazione Dickens agì per le vie legali, ma che abbassarono ulteriormente i magri guadagni dell'autore sul libro. L'autore scrisse altre storie di Natale negli anni successivi: la serie di Christmas Books include Le campane (The Chimes, 1845); Il grillo del focolare (The Cricket on the Hearth, 1845); La battaglia della vita (The Battle for Life, 1846); Il patto col fantasma (The Haunted Man, 1848).
Nel 1849 Dickens iniziò la lettura pubblica della storia, un successo così dirompente che fino alla sua morte conta 127 acclamate apparizioni. Mai passata di moda, sempre ristampata e ritradotta in tutto il mondo, il Canto di Natale conta moltissimi adattamenti cinematografici, televisivi, d'animazione, teatrali. Inoltre, cogliendo una serie di aspetti del Natale, quali le riunioni familiari, il cibo e le bevande, i giochi e lo spirito di festa e generosità che presiedono all'evento nel moderno Occidente, ha catturato per sempre la moderna celebrazione dei valori cristiani.

## Trama

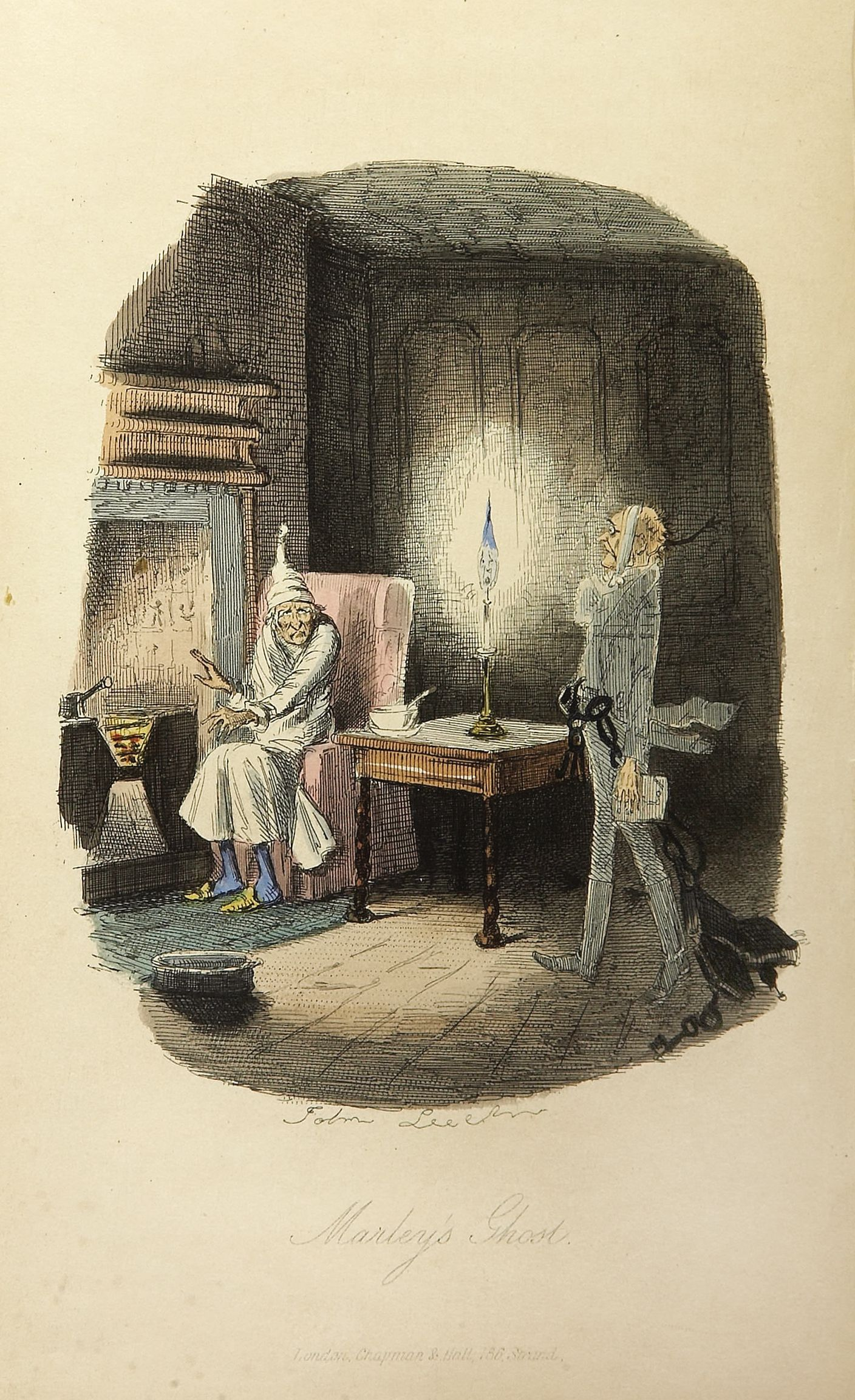
Ebenezer Scrooge parla al fantasma di Marley

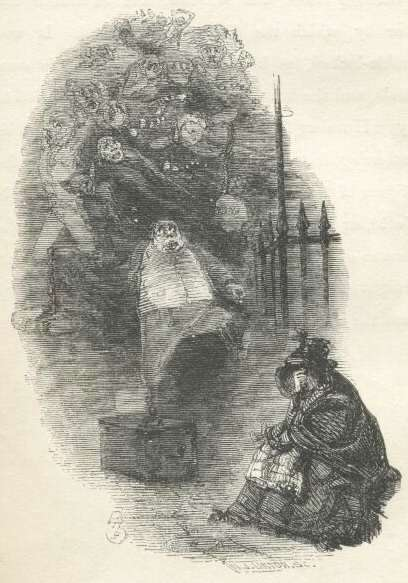
I fantasmi degli usurai morti (illustrazione di John Leech)

Il Canto di Natale è suddiviso in cinque parti, con il protagonista che viene portato a un profondo cambiamento da tre spiriti.

### Il ritratto del protagonista e l’avvertimento di Marley
Londra, 1843. Ebenezer Scrooge è un anziano banchiere, molto ricco ma crudelmente avaro ed egoista, che non spende nulla nemmeno per sé, al punto che, nonostante la sua ricchezza, veste di stracci e fa una vita da nullatenente. Odia fortemente il Natale, che ritiene soltanto una perdita di tempo e un giorno in cui, per la festività, non si può lavorare e guadagnare soldi (rimprovera Dio stesso per il riposo domenicale che intralcia il commercio e il guadagno) ed è talmente infastidito dalla festività che lavora ogni giorno con turni più lunghi di quelli degli operai nelle fabbriche; costringe inoltre il suo umile impiegato contabile Bob Cratchit, al quale dà uno stipendio da fame, a fare altrettanto, obbligandolo a presentarsi al lavoro rimanendo in ufficio fino a tardi anche il giorno della Vigilia di Natale e il giorno di Santo Stefano e concedendogli con enorme risentimento di non lavorare il giorno di Natale. Per questo suo insano attaccamento al lavoro e al denaro, Scrooge è odiato da molti cittadini.
Il giorno della vigilia di Natale, uscito dall'ufficio, Scrooge guarda storto e risponde male a tutti coloro che intonano un "Canto di Natale" o che gli fanno gli auguri; non usa garbo neppure con l'affettuoso nipote Fred, suo unico parente in vita, figlio della defunta sorella Fanny, che gli fa visita in ufficio, gli fa gli auguri e tenta di invitarlo a cena insieme alla sua famiglia. Nell'ufficio entrano anche due benefattori della carità che chiedono a Scrooge di fare una donazione in denaro per i poveri ma Scrooge rifiuta affermando giustamente che la gente che non lavora non ha diritto a niente visto che non si guadagna i soldi ma aggiunge insensibilmente che tali persone dovrebbero andare nelle prigioni e negli ospizi per i poveri ma quando i benefattori insistono affermando che quelle persone preferirebbero morire piuttosto che andare in quei posti Scrooge per tutta risposta afferma con crudeltà che allora per lui sarebbe meglio così ci si libererebbe dalla popolazione in eccesso per poi scacciare i due benefattori dall'ufficio. Alla fine del lavoro Scrooge rincasa e, giunto all'uscio, gli sembra di vedere, specchiato nel picchiotto del suo portone, il volto del defunto socio in affari Jacob Marley, morto esattamente sette Vigilie di Natale prima e ne resta profondamente turbato. Entrato in casa, mentre cena seduto vicino al camino, comincia a percepire strani fenomeni: sente il rumore di un carro funebre che si trascina invisibile sulle scale avvolte nel buio e un rumore di catene nella cantina, tutto questo dopo aver visto oscillare e suonare da soli tutti i campanelli di casa.
A questo punto si apre una porta e compare il fantasma di Marley: una visione tremenda, resa ancora più terrificante quando, scoperte le bende per mostrare il volto, gli cade la mandibola dal viso. Intorno alla vita porta una catena forgiata di lucchetti, timbri, portamonete, assegni e banconote, tutte cose dovute, secondo l'ammissione dello stesso Jacob, all'aver accumulato danaro unicamente per sé, e che lo hanno distolto dal fare del bene agli altri l'ha dannato nella morte condannandolo a portare su di sé quella catena che è la catena dell'avidità destinata a tutti quelli che vivono così e che quelli come lui si creano durante la loro vita avida e che devono portare nella morte come punizione per la loro avidità. Il rimpianto per avere vissuto chiuso nel proprio egoismo lontano dalle persone che amava e che lo amavano costituisce la sua pena eterna, una dannazione che lo costringe a vagare per il mondo senza potere vedere la luce di Dio. Il suo unico sollievo è potere ammonire Scrooge, perché la catena che egli si sta forgiando è ben più lunga e pesante della sua e se andrà avanti così anche lui subirà la stessa sorte, come testimonia anche il fatto che, quando se ne va, fuori appaiono anche i fantasmi degli usurai, peggiori finanche degli avari. Marley gli annuncia allora la visita imminente di tre spiriti: il primo all'una della stessa notte, il secondo all'una della notte successiva ed il terzo alla mezzanotte del giorno dopo ancora. Scrooge non ne rimane però troppo turbato e, quando questi fantasmi scompaiono, si corica.

### Lo spirito del Natale passato

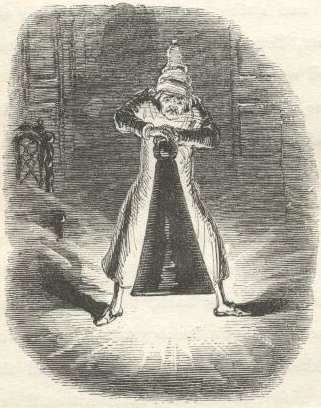
Scrooge tenta di scacciare lo spirito del Natale passato

All'una di notte di Natale appare lo Spirito del Natale Passato, un fantasma bianco circondato da una corona di luce che si sprigiona dal capo, simile a una candela, con in mano un cappello a forma di spegnitoio e un ramo di agrifoglio. 
Lo spirito sveglia Scrooge e lo porta indietro nel tempo a rivisitare la propria infanzia dimenticata, nel suo paese d'origine: in una scena è bambino sui banchi di scuola, mandato a studiare in collegio dal padre; Ebenezer era solo, triste e senza amici, studiava in un'aula buia e fredda, ma amava ancora il Natale. In un'altra scena, ambientata qualche tempo più tardi, arriva la sua sorellina Fanny, tornata per riportarlo a casa, dopo avere convinto il padre a riprenderlo in famiglia. È un momento felice, un abbraccio tra i due, stretti da un affetto immenso, con il giovane Ebenezer che salta di gioia. Il fantasma ricorda a Scrooge l'affetto che lo legava alla famiglia e che il figlio di Fanny, il nipote Fred, rappresenta l'unico parente. Ricordando la sgarbatezza con la quale lo ha trattato, Scrooge comincia a provare rimorso.
Qualche anno dopo, Ebenezer e l'amico Dick Wilkins sono apprendisti contabili presso l'anziano e benevolo Fezziwig: anche in questo ricordo è Natale e Fezziwig fa allestire l'ufficio per adibirlo a sala da ballo e tenervi una festa sontuosa. Nelle piccole follie natalizie dell'allegra compagnia cadono le differenze di classe e giocano e ballano tutti, bambini, giovani e anziani, con Fezziwig e la moglie che scherzano con tutti. Scrooge è messo di fronte con imbarazzo al ricordo di come lui, quando lavorava come impiegato, si trovasse così bene e provasse così tanta gioia con così poco sforzo grazie al buon Fezziwig, in contrasto con i suoi abituali comportamenti nei confronti del suo impiegato Cratchit.
La scena cambia ancora e appare uno Scrooge adulto, ormai ricco, trasferitosi con Marley come capo-finanziere nel suo nuovo studio omonimo. Scrooge è di fronte a Belle, la sua fidanzata, una ragazza povera e senza dote dopo la morte dei genitori: anni prima, quando entrambi erano poveri e giovani, aveva promesso di sposarla, ma adesso lui è molto cambiato, probabilmente per l'influenza di Marley, e, vedendo che la promessa non può essere mantenuta, lei vuole lasciarlo libero; Scrooge si rivede accettare con malcelato sollievo l'offerta della ragazza, e da quel giorno sarà solo e gelido a crogiolarsi nel suo denaro.
Scrooge è disperato e implora il fantasma di non tormentarlo più. Lo spirito però porta Scrooge ad assistere a una cena di Natale: riconosce la sua ex ragazza, ormai sposata da anni, con tanti figli, ancora povera ma felice, mentre dialoga col marito. Quest'ultimo le racconta che Marley è abbandonato sul letto di morte e neanche il suo vecchio amico Scrooge è lì per confortarlo. Impaurito e preso dal rimorso, Scrooge schiaccia il copricapo-spegnitoio sulla testa del fantasma-candela fino a farlo scomparire, ma la luce chiusa nel cappello inonda tutto il pavimento come un diluvio terrorizzando il vecchio, che si ritrova nella sua camera da letto a dormire e riposarsi.

### Lo spirito del Natale presente

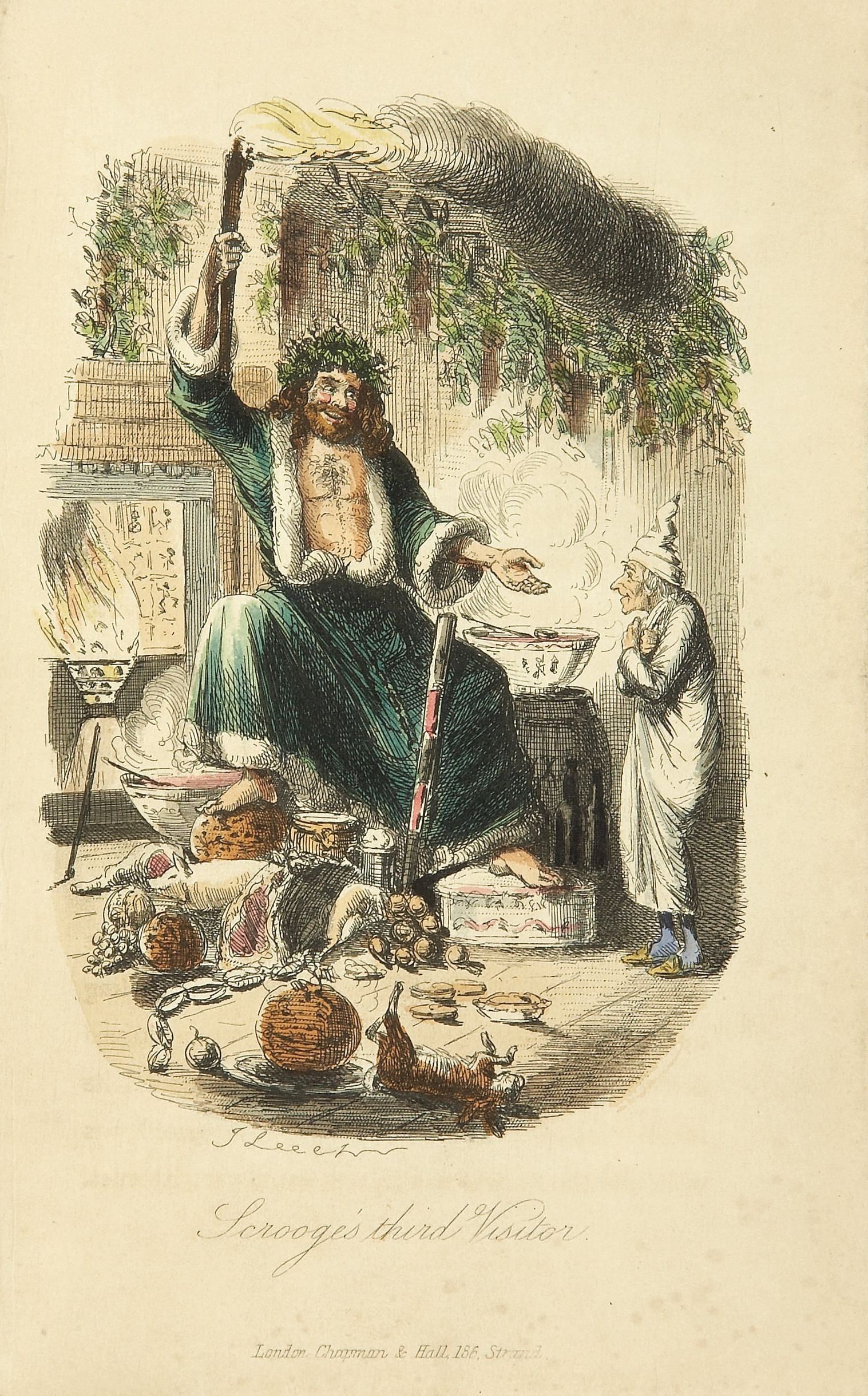
Lo spirito del Natale presente (John Leech)

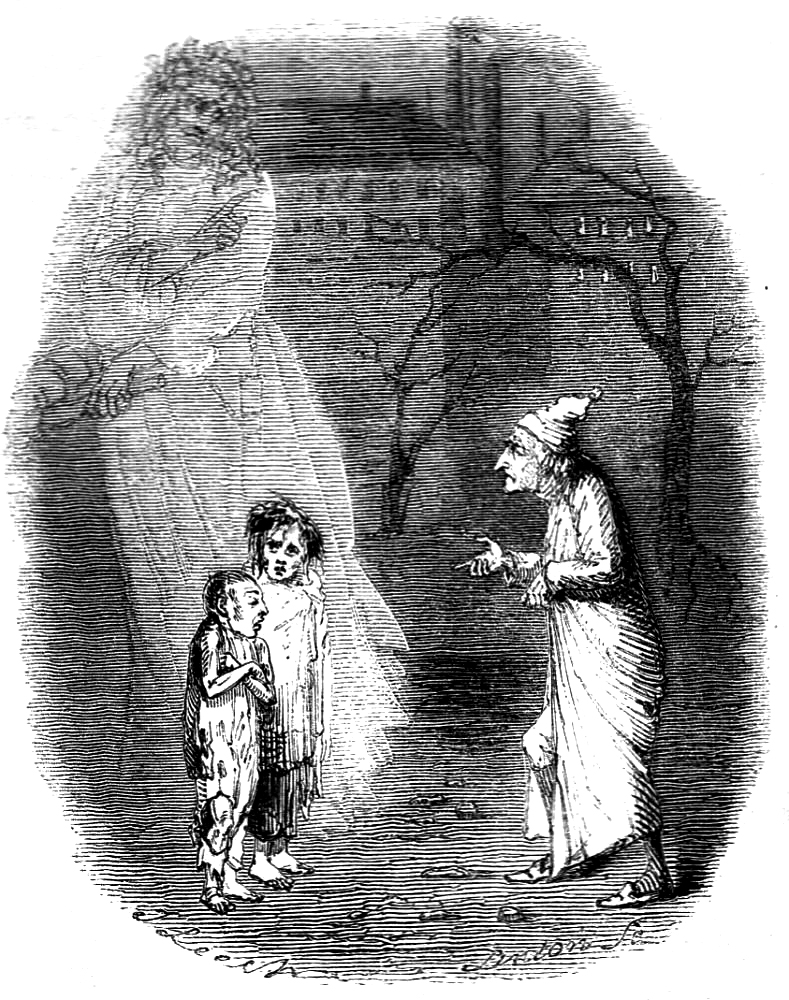
L'ignoranza e la miseria. Illustrazione di John Leech

Scrooge viene svegliato nel cuore della notte dal secondo spirito, quello del Natale Presente, molto simile alla figura di Babbo Natale: appare come un gigante dall'aria gioviale e allegra, con un viso sorridente adornato da lunghi capelli ricci e barba rosso-castani, che indossa una veste di colore verde orlata di pelliccia bianca, una corona di agrifogli sul capo e una torcia-cornucopia nella mano; inoltre si presenta seduto sopra un trono di cibi e piatti natalizi e dice di avere oltre 1800 fratelli, i Natali presenti precedenti (facendo capire che il romanzo è dunque ambientato nel XIX secolo). Lo spettro conduce Scrooge a osservare alcune persone che trascorrono il Natale in pace e serenità. Dopo lo conduce dalla famiglia di Bob Cratchit, che sta consumando la sua povera cena di Natale: sono tutti felici, anche e soprattutto il piccolo Tim, il minore dei figli di Bob, storpio e malato, sebbene siano così poveri da non potere comprare nemmeno le medicine per Tim a causa del misero salario concesso al capofamiglia. Tutti cenano augurandosi a vicenda un buon Natale e un buon anno nuovo e brindando al signor Scrooge tranne la moglie di Cratchit che lo disprezza per ovvie ragioni in quanto odioso, avido e privo di umanità visto come paga il marito facendolo vivere in quelle condizioni brindando invece al marito che a differenza di Scrooge ama la sua famiglia e sopporta la crudeltà del suo capo e che se deve fare un brindisi lo farà perché glielo chiede il marito non certo per Scrooge. Nel sentire ciò Scrooge è costretto a fare i conti con sé stesso in quanto è la sua avidità la causa del disprezzo che gli altri provano per lui e la cena misera che la famiglia di Cratchit devono mangiare è solo colpa della sua avidità e che seppur sorridano sono infelici e costretti ad accontentarsi di ciò sempre per colpa dell'avidità di Scrooge e che vorrebbero mangiare un buon tacchino ripieno che non possono permettersi a causa dell'avidità di Scrooge che costringe la famiglia a ripiegare su una misera oca che non basta per tutti. Impietosito dalla miseria in cui vive la famiglia dell'impiegato, Scrooge implora lo spirito di dirgli se il piccolo Tim vivrà. Lo spirito risponde con voce severa e triste: "Io vedo un posto vuoto nel povero focolare e, accanto al camino, una gruccetta senza proprietario e gelosamente custodita", per poi dire esplicitamente che, se le cose non cambieranno in futuro, Tim morirà in breve tempo. Scrooge ne è sconvolto e rattristato, e lo spirito gli dice le stesse parole che Scrooge stesso aveva detto ai 2 benefattori che erano passati nel suo studio, ai quali il protagonista aveva detto che secondo lui l'unica soluzione al problema della povertà era lasciare morire i poveri: "Così diminuisce la popolazione in eccesso" (frase che espone la teoria sostenuta dall’economista e demografo Thomas Robert Malthus, ritenuto "l’uomo più odiato del suo tempo"). Scrooge aveva detto ciò perché i benefattori avevano insistito usando numerose richieste per i poveri, e lui stizzito, pur di non dare loro un soldo, aveva risposto in quel modo per essere lasciato in pace. Scrooge ha giustamente ritenuto che i poveri che non lavorano non meriterebbero niente visto che non si guadagnano onestamente i soldi, ma non ha considerato che il suo impiegato pur lavorando onestamente è povero per colpa di Scrooge stesso, che lo paga con una cifra da miseria, che di conseguenza non gli dà la possibilità di mantenere la famiglia in buone condizioni economiche e salvare Tim dalla sua malattia che gli sarà mortale se trascurata. Il banchiere comincia a rendersi conto di avere sempre esagerato senza rendersi conto delle condizioni in cui versava Crachit per colpa della sua avidità.
Il fantasma mostra poi a Scrooge altre persone che passano il Natale nei modi più vari: un gruppo di minatori che intonano tutti insieme un canto di Natale attorno a un focolare, due guardiani di un faro che, brindando e cantando, si scambiano un Buon Natale e, infine, dei marinai su un bastimento in mezzo all'oceano che si scambiano gli auguri e dedicano un pensiero ai loro cari. Scrooge è molto stupito da ciò che vede. Lo spettro lo riporta a Londra e lo conduce alla casa di suo nipote Fred, che sta passando il Natale in allegria con i suoi amici e i suoi parenti. Fred sta ridendo con i suoi invitati delle grottesche manie dello zio, eppure pronuncia parole di affetto per lui e brinda alla sua salute insieme a tutti, così come aveva fatto anche Cratchit. Prima di congedarsi, lo spettro porta Scrooge all'interno di una torre campanaria, annunciandogli la propria immininente morte a mezzanotte, poiché la sua vita dura solo una notte: effettivamente, Scrooge si accorge di qualcosa di bizzarro che sporge dalla veste dello spirito, i cui capelli stanno ingrigendo, e lo spirito gli dice che esso potrebbe essere un artiglio, data la modesta quantità di carne da cui esso è ricoperto. Egli allora apre la sua veste e mostra due bambini laceri, amareggiati e miserabili, che stavano ai suoi piedi nascosti dalla veste: essi rappresentano l'Ignoranza e la Miseria, a cui i poveri sono condannati dalla classe dirigente della quale Scrooge fa parte. 
Allo scoccare della mezzanotte, lo spirito del Natale Presente inizia a morire, con il suo cuore che si disintegra man mano che le campane (che sono quelle della cattedrale di San Paolo) suonano i dodici rintocchi della mezzanotte: cade a terra e la torcia che egli reggeva si spegne, segno della sua vita che finisce, e intanto invecchia ulteriormente e assume un aspetto scheletrico. Sconvolto, Scrooge domanda se i due bambini avessero un rifugio o del cibo o delle risorse, ma sono essi a rispondergli. Il bambino che rappresenta l'Ignoranza si trasforma in un adulto maleducato e pericoloso che finisce per essere arrestato e chiuso in una prigione; la bambina che rappresenta la Miseria diventa una prostituta con problemi mentali che in seguito, quando invecchierà, sarà rinchiusa con una camicia di forza in un asilo mentale. Entrambi rispondono a Scrooge con le sue stesse parole, che egli aveva pronunciato sempre ai due benefattori riguardo al problema della povertà e della criminalità ("Non ci sono le prigioni?" e "Non sono in funzione gli ospizi?"). 
Solo e sperduto nella nebbia, Scrooge attende l'arrivo del terzo e ultimo spirito.

### Lo spirito del Natale futuro

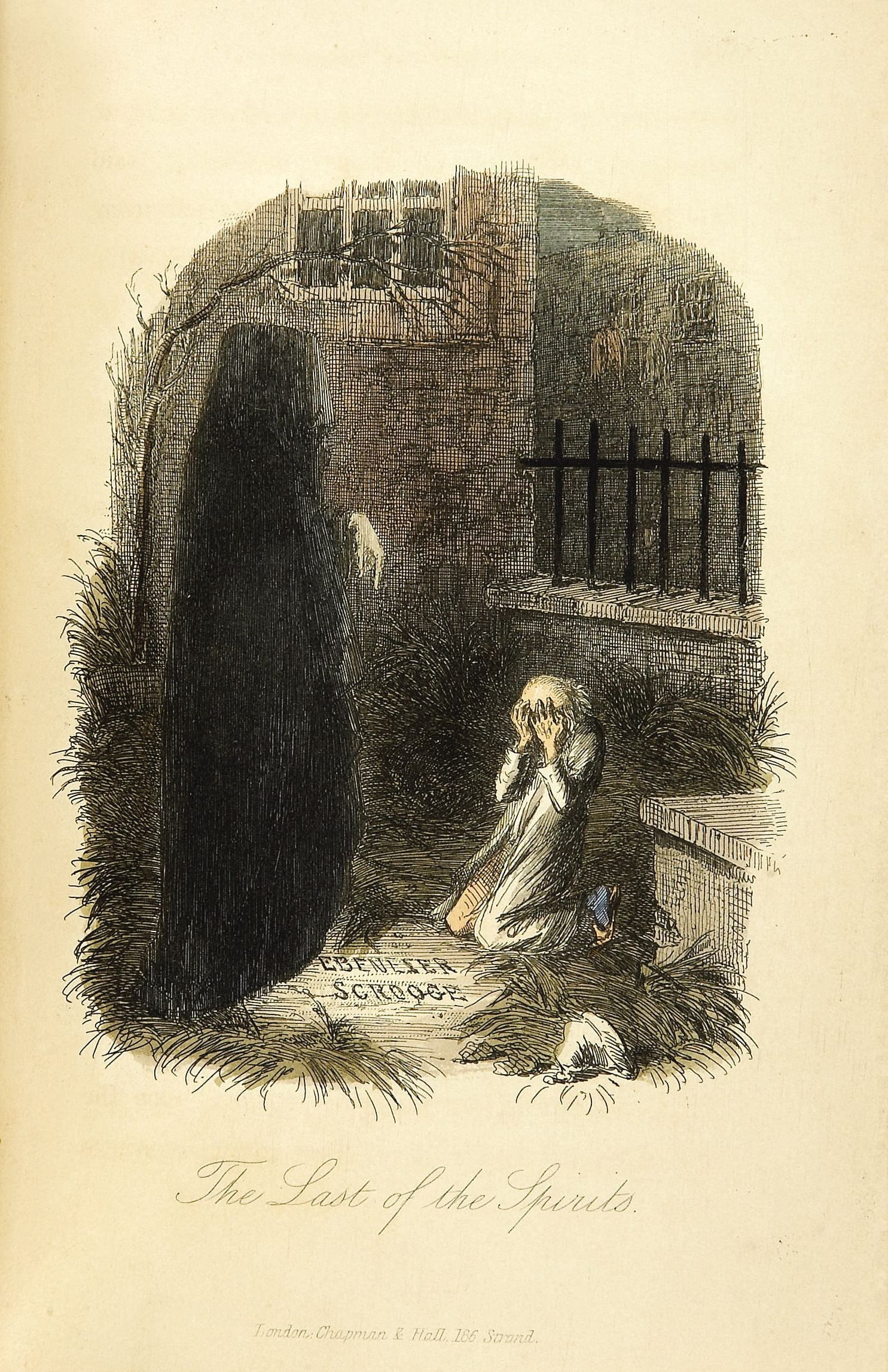
Lo spirito del Natale futuro mostra a Scrooge la sua tomba. (John Leech)

Appare dunque lo Spirito del Natale Futuro, che si presenta come una figura altissima, avvolta da un mantello e da un cappuccio nero da cui nulla traspare se non una mano scheletrica che sporge da una manica del mantello. Scrooge gli chiede di dirgli qualcosa, ma egli, per rappresentare su di lui la paura del futuro e per fargli capire che deve essere gentile, rimane in silenzio per tutto il suo tempo e lo guida solo con il dito indice della mano.
Siamo ancora a Londra, ma nel Natale successivo, nel 1844. Ebenezer assiste a diverse scene, tutte accomunate dalla presenza di discussioni sulla morte di un vecchio molto tirchio, deriso e odiato da tutti. Due banchieri della City parlano del suo ormai prossimo funerale: mentre uno afferma di andarvi solo per puro dovere morale, l'altro, schernendo la tirchieria del defunto, è interessato soltanto a rifarsi a sue spese con la cena gratis del funerale. Un povero uomo, che era debitore del vecchio defunto, non nasconde alla moglie il sollievo per la sua morte, poiché a chiunque saranno trasferiti i debiti il futuro creditore sarà comunque più buono di lui. In una sudicia baracca di rigattiere, Scrooge osserva disgustato la sua anziana domestica Mrs. Dillbert e altri loschi individui vendere a un ricettatore, il vecchio Joe, tutti i beni del defunto che hanno potuto rubare in casa sua, incluse le tende del baldacchino che ne proteggeva il corpo e la camicia sottratta dal suo abito funebre, commentando come la sua avarizia abbia finito per portare beneficio a loro.
Alla fine Scrooge comprende che, se non cambierà, davanti a lui troverà solo una dolorosa morte. Lo spirito infatti mostra all'uomo un letto di morte, con sopra un cadavere coperto dalle lenzuola. Nella casa di Bob, intanto, la famiglia Cratchit sta piangendo la morte del piccolo Tim, deceduto per non avere avuto le medicine che la famiglia non poteva permettersi per il basso stipendio del padre che Scrooge sfruttava. L’anziano uomo non può far altro che guardare il povero Bob piangere disperato insieme alla moglie. 
Lo spirito conduce poi Scrooge in un cimitero; gli viene mostrata la sua tomba, visitata unicamente dal nipote Fred, che è comunque felice di poter ereditare il suo patrimonio. Improvvisamente si apre una voragine sotto la tomba di Scrooge. Chiedendo perdono a Dio e allo spirito, il vecchio viene trascinato nella voragine, dove riesce ad aggrapparsi disperatamente ad una piccola radice. Sul fondo della voragine Scrooge vede inorridito una bara vuota, dalla quale escono fuori le fiamme dell'inferno e i volti dei dannati. Giurando di cambiare, chiede perdono, ma precipita giù per la profondissima buca finendo dentro la bara.

### Il ravvedimento

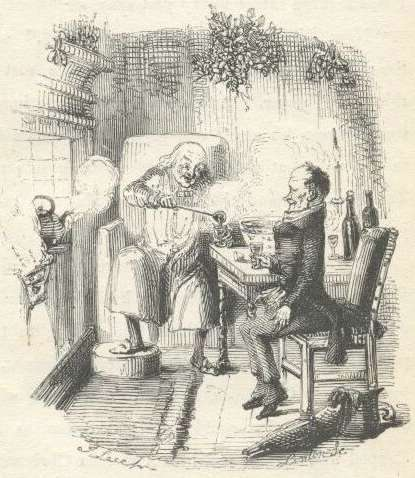
Scrooge e Bob Cratchit, ormai amici, discutono sui loro affari brindando con un bicchiere di punch, alla fine del romanzo

Scrooge si risveglia nel suo letto, scoprendo di essere di nuovo a casa sua. Affacciandosi alla finestra vede che è mattina, chiede a un ragazzo di passaggio che giorno sia ed egli risponde che è Natale. Il vecchio manda il ragazzo a comprare il più grosso tacchino in vendita al negozio lì vicino, gli dà una grossa ricompensa in denaro e glielo fa caricare su una carrozza per farlo portare a casa di Bob Cratchit. Dopo essersi sistemato fisicamente, esce per strada salutando tutti con calorosa affabilità e augurando a tutti un buon Natale. Sulla strada incontra uno dei due uomini che gli avevano chiesto un contributo per i poveri, si scusa con lui per il suo comportamento del giorno prima e gli dona una grossa cifra di denaro. Trova poi la forza di presentarsi a casa di suo nipote, che lo aveva invitato per Natale: accolto con calore, passa il più bel Natale della sua vita. 
La mattina dopo, nel suo ufficio, aspetta l'arrivo di Cratchit. Egli, ignaro del cambiamento del suo datore di lavoro, arriva con affanno in ritardo: Scrooge lo affronta con il vecchio cupo cipiglio, gli dice che non è disposto a tollerare ancora questi comportamenti e che pertanto gli comunica, aprendosi in un sorriso mai visto prima, di avere deciso di dargli un generoso aumento di stipendio; poi, prima di fargli iniziare il lavoro in ufficio, lo manda a comprare del carbone per accendere i fuochi e lo invita a parlare della sua situazione familiare, bevendo insieme un bicchiere di buon punch. Da allora Scrooge, buon amico di Cratchit e un secondo padre per il piccolo Tim (il quale, grazie all'aiuto dato alla famiglia Cratchit da parte di Scrooge, guarirà dopo avere avuto i farmaci che gli servono), diventa una persona molto amata e trova finalmente la pace nell'anima.

## La critica

### Le tematiche sociali

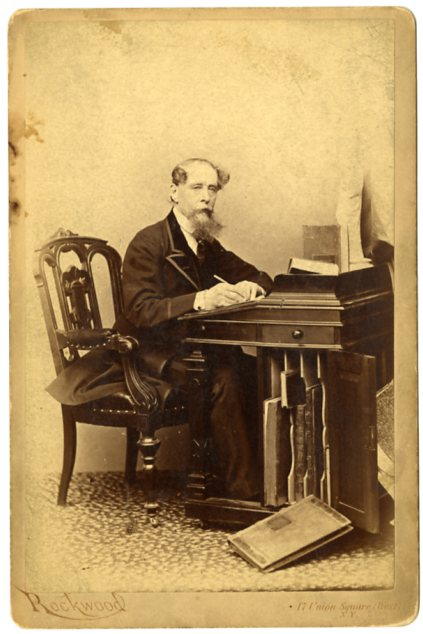
Charles Dickens

- Mi chiedo se per caso hai letto “I Libri di Natale” di Dickens - chiese Robert Louis Stevenson a un amico […] - Io ne ho letti due, e ho pianto come un bambino, ho fatto uno sforzo impossibile per smettere. Quanto è vero Dio, sono tanto belli, e mi sento così bene dopo averli letti. Voglio uscire a fare del bene a qualcuno […] Oh, come è bello che un uomo abbia potuto scrivere libri come questi riempiendo di compassione il cuore della gente! -.
Se i primi due libri della raccolta dovevano avere colpito Stevenson, è sicuramente sul primo che si concentrò la sua attenzione. La sua commozione e lo stato di esaltazione da lui espresso rappresentano il trionfo unanime da parte della critica e del pubblico di allora: il 24 dicembre del 1843, poco dopo la sua prima apparizione nelle librerie, il Canto di Natale aveva infatti raggiunto quota 6000 copie, cifra eccezionale data l'epoca e l'edizione deluxe del libro; la rilegatura rigida con velluto rosso a bordi dorati voluta dalla Chapman and Hall lo rendevano costoso. Conteneva anche le preziose illustrazioni del celeberrimo John Leech, vignettista della rivista satirica Punch. Leech, a differenza di Dickens, era dichiaratamente radicale e rivoluzionario, non un vittoriano nell'accezione comune del termine. In questa occasione speciale, però, anche la penna di Dickens, che era stata in passato più accomodante non risparmiò attacchi sarcastici alle classi alte.
Il 5 ottobre dello stesso anno egli aveva presieduto una serata di gala al Manchester Athaeneum e prendendo la parola aveva denunciato la Poor Law, che invece di combattere la povertà l'accentuava sanzionando lo sfruttamento minorile nelle fabbriche. Pesava nella memoria dello scrittore l'esperienza degradante vissuta nell'infanzia, quando per pagare i debiti del padre fu mandato a lavorare in una fabbrica di lucido da scarpe, dove subì per sei mesi i maltrattamenti del padrone. Nonostante questo, a una prima espulsione del ragazzo dalla fabbrica la mamma insistette perché il proprietario se lo riprendesse ancora per un po': cosa che Dickens non riuscì mai a perdonarle per il resto della vita.
Nel Blue Book di una commissione parlamentare dell'epoca e in particolare nel Second Report (Seconda Relazione) uscita solo qualche mese prima Dickens stesso aveva letto statistiche allarmanti sulla povertà in Inghilterra e sugli abusi, tanto più scioccanti in quanto le vittime erano soprattutto bambini. Statistiche toccabili con mano girando per i quartieri poveri (Dickens era solito farvi lunghe passeggiate a piedi ogni giorno) che spinsero Elizabeth Barrett Browning, poetessa e moglie dell'omonimo poeta a scrivere la celebre poesia Pianto dei bambini (Cry of the Children). Gli "Hungry Forties" (gli anni '40 della fame) furono un periodo molto difficile per le classi meno abbienti e il malcontento popolare verso il governo dovette crescere tanto da risvegliare gli intenti filantropici dei vittoriani, talora sinceri, talora motivati dalla paura della rivoluzione, che scoppiò un po' dappertutto nell'Europa continentale.
Non furono solo le cause indipendentistiche, ma anche la fame dei popoli oppressi dallo sfruttamento capitalistico a fomentare ribellioni e conflitti, provocando la caduta di Luigi Filippo in Francia e i celebri moti mazziniani culminati con la fondazione della Repubblica Romana di Giuseppe Mazzini: il 1848 fu, non a caso l'anno che vide la pubblicazione de Il Manifesto del Partito Comunista di Karl Marx e Friedrich Engels. L'Inghilterra impedì però che questo malcontento fosse esasperato oltre il limite di guardia e per quanto questi segnali d'allarme non valsero a cambiare radicalmente la società, furono almeno presi i primi provvedimenti concreti, furono inoltre istituite diverse società filantropiche e movimenti di volontariato che dettero tra l'altro l'opportunità alle donne di uscire dalle mura domestiche dando loro per la prima volta una relativa indipendenza: per esempio Florence Nightingale, grazie allo straordinario successo ottenuto con il suo intervento a favore dei feriti della Guerra di Crimea, riuscì a muoversi con grande autorevolezza nella società inglese riuscendo a organizzare, a partire dal 1860, la prima scuola per la formazione professionale delle infermiere.

### Critica testuale

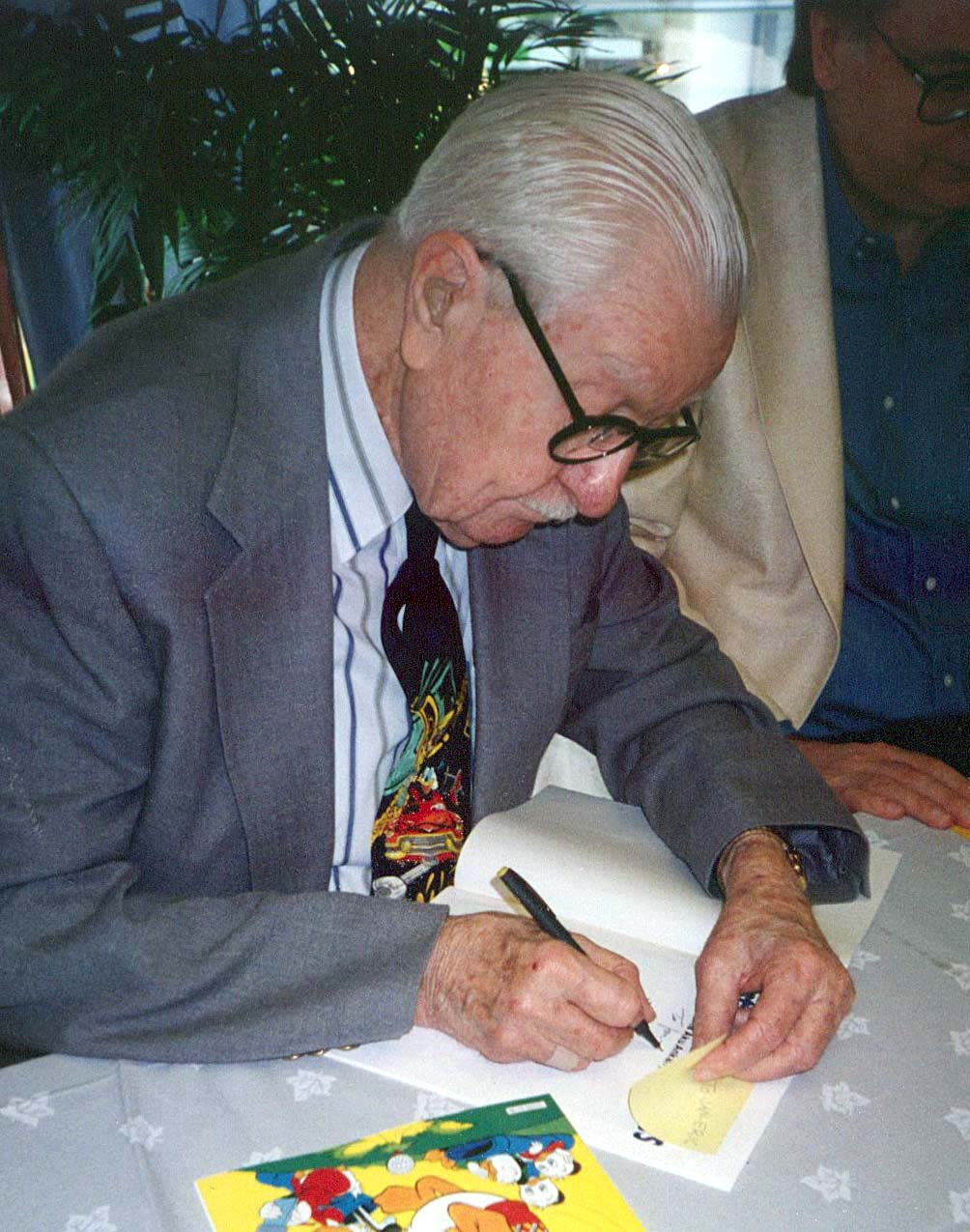
Carl Barks

Nel corso del Novecento, il Canto di Natale ispirerà alcuni simboli tradizionalmente legati al mondo del capitalismo anglosassone, come Zio Paperone (disegnato per Disney da Carl Barks con il nome di Uncle Scrooge) ispirandosi per i mustacchi al piumaggio del suo pappagallo Cacatua Alba .
Scrooge ispirerà anche il personaggio dell'avaro Mr. Potter nel capolavoro cinematografico La vita è meravigliosa, oltre ad altri film natalizi dove il "cattivo" di turno viene miracolato e guidato sulla via dell'amore. Considerata una morality sulla falsariga delle sacre rappresentazioni medievali per la semplice simbolicità religiosa e l'aspetto melodrammatico, il Canto di Natale è effettivamente un dramma in cinque atti, in cui le apparizioni che si presentano a Scrooge si aprono e si chiudono tra un sipario e l'altro, anche se le cortine del baldacchino dove dorme l'avaro rimpiazzano alla buona il sipario teatrale. Ma il Canto non è solo una parabola: rappresenta infatti lo sviluppo in chiave satirica e impegnata dei comici bozzetti dei Pickwick Papers, scenette umoristiche in cui compaiono quelle allegre e bonarie caricature destinate più tardi a trasformarsi nei mostri grotteschi del Canto e più avanti in quelli dei grandi romanzi. Mentre la figura del vecchio zio scapolone appare tratteggiata nel bonario Pickwick (affiancato nelle sue peripezie da Sam Weller, rivisitazione moderna in versione Cockney di Don Chisciotte e Sancio Panza), l'io cattivo di Scrooge appare nella breve storia di Gabriel Grub, avaro sagrestano rapito da un gruppo di malvagi spiritelli: essi gli fanno assistere a delle scene terribili il cui frutto finale sarà la conversione dell'avaro. Ma si tratta sempre dell'ennesimo bozzetto comico i cui personaggi sono ancora schizzati a matita: è solo con il Carol che Dickens acquisisce il successo e la capacità tecnica del romanziere, sviluppando il suo talento drammatico: a questo si unisce l'influenza del picaresco ereditato da Henry Fielding di cui era lettore appassionato, mentre il senso del macabro deriva dalla passione per il romanzo gotico. Raramente però, qualunque sia il tema trattato da Dickens, si può parlare di realismo, se non nel senso che i personaggi da lui creati sono "vivi" nel loro mondo fiabesco: Praz fa notare che si tratta di maschere in cui i tratti umani sono deformati come nelle vignette satiriche. Il Canto è dunque un racconto fantastico ma che racchiude verità profonde. Vive in una dimensione tutta sua come in Shakespeare, a cui Dickens è paragonato per il linguaggio poetico appena mascherato dalla prosa.

## Adattamenti

### Adattamenti teatrali

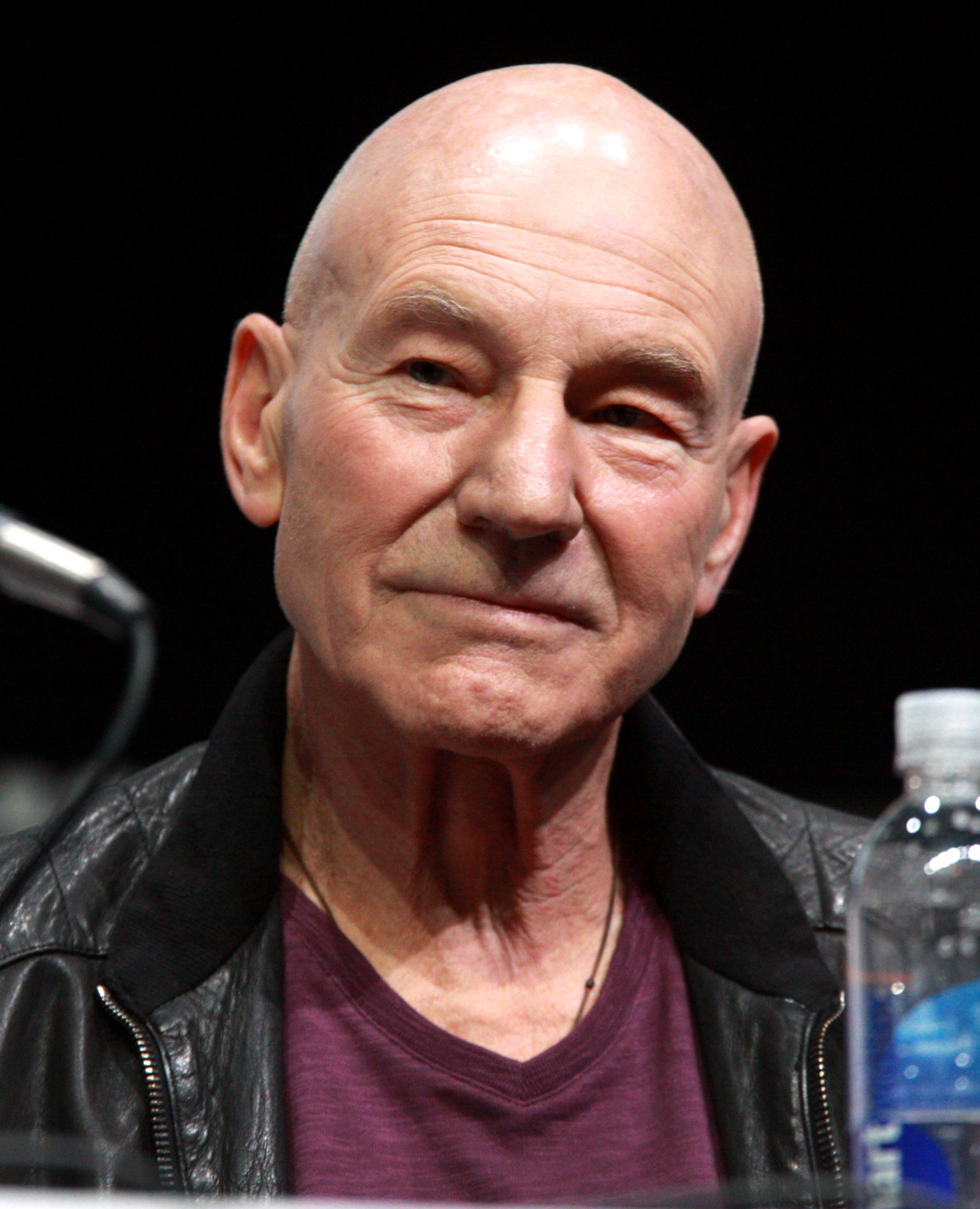
Patrick Stewart

Il Canto di Natale ha ispirato centinaia di versioni teatrali, filodrammatiche e professionali, in tutto il mondo anche in forma di music-hall, balletti e opere liriche.
Il primo a creare una riduzione teatrale del racconto fu Dickens stesso all'età di 45 anni, in seguito a una crisi personale e professionale che lo portò a salire sul palcoscenico conquistando così un nuovo spazio creativo e una nuova fonte di guadagni. Lo scrittore rappresentò il Canto di Natale in forma di one man show, nell’ambito delle letture teatrali di Charles Dickens, in numerose città inglesi e nella sua seconda tornée in America. Nel corso degli anni la durata del Canto di Natale, con la platea affollata di spettatori entusiasti e commossi, scende da tre ore a ottanta minuti. Dickens utilizza solo un fondale chiaro e un tavolino per appoggiare il copione con ampi margini su cui annota, come in una partitura, pause, tempi e timbri di voce di tutti i personaggi. L’impegno emotivo nel corso degli anni creò a Dickens problemi nervosi e fisici. L'ultimo spettacolo va in scena il 15 Marzo del 1870.
Nel 1993 Patrick Stewart, che nel 1999 sarà Scrooge in un film di David Hugh Jones, prodotto dalla Turner Network Television, porta in teatro la versione one man show di Dickens per tre stagioni a New York e Londra. Il reading di Stewart vince l'Oliver Award per Best Actor Drama e torna in scena con enorme successo nel 2005 all'Albey Theatre di Londra. Nel 1991 Stewart aveva prodotto in California con Kate Elliott due CD audio del reading in cui interpreta tutti i personaggi del racconto.
In Italia Massimo Popolizio nel dicembre del 2008 mette in scena il reading di Dickens all'Auditorium Parco della Musica con musiche di Enrico Melozzi eseguite dal vivo da Jean Pierre Drouet, Michael Riessler, Stefano De Angelis.
Nel 2017 un nuovo adattamento del romanzo ha avuto la sua prima all'Old Vic di Londra. Da allora l'adattamento, scritto da Jack Thorne, è stato riproposto all'Old Vic ogni Natale ed è stato portato in scena anche a Broadway e in Irlanda.

### Adattamenti cinematografici
- Scrooge, or, Marley's Ghost, regia di Walter R. Booth (1901), cortometraggio muto britannico.
- A Christmas Carol (1908), cortometraggio muto statunitense, perduto.
- A Christmas Carol, regia di J. Searle Dawley, Charles Kent e Ashley Miller (1910), cortometraggio muto statunitense.
- Il sogno dell'usuraio (1910), cortometraggio muto italiano, perduto.
- The Virtue of Rags (1912), cortometraggio statunitense, libero adattamento con Francis X. Bushman.
- Scrooge, regia di Leedham Bantock (1913), film muto britannico con Seymour Hicks.
- A Christmas Carol, diretto da Harold M. Shaw (1914), cortometraggio muto britannico.
- The Right to Be Happy, regia di Rupert Julian (1916), film muto statunitense, perduto.
- Scrooge, regia di George Wynn (1922), film muto britannico.
- Scrooge, regia di Edwin Greenwood (1923), film muto britannico.
- Scrooge, regia di Hugh Croise (1928), cortometraggio britannico.
- Scrooge (1935), produzione britannica con Seymour Hicks.
- A Christmas Carol (1938), produzione statunitense con Reginald Owen.
- Leyenda de Navidad, regia di Manuel Tamayo (1947), produzione spagnola.
- Lo schiavo dell'oro (Scrooge), regia di Brian Desmond Hurst (1951), produzione britannica con Alastair Sim.
- Non è mai troppo tardi, regia di Filippo Walter Ratti (1953), produzione italiana con Paolo Stoppa e Marcello Mastroianni.
- A Christmas Carol, regia di Robert Hartford-Davis (1960), cortometraggio britannico con John Hayter.
- La più bella storia di Dickens (Scrooge), regia di Ronald Neame (1970). Film britannico con Albert Finney.
- A Christmas Carol, regia di Richard Williams (1971). Cortometraggio d'animazione statunitense.
- Canto di Natale di Topolino (Mickey's Christmas Carol), regia di Burny Mattinson (1983). Cortometraggio d'animazione statunitense con Topolino.
- S.O.S. fantasmi (Scrooged), regia di Richard Donner (1988). Produzione statunitense con Bill Murray.
- Festa in casa Muppet, (The Muppet Christmas Carol) (1992) con i Muppet.
- Canto di Natale, regia di Stan Phillips (1997), film d'animazione musicale.
- Canto di Natale - Il film (2001), film d'animazione.
- Natale a casa Deejay, regia di Lorenzo Bassano (2004).
- Karroll's Christmas (A Christmas Carol) (2004). Ambientato negli USA, con i fantasmi tonti che sbagliano indirizzo.
- Canto di Natale - Il film natalizio dei Looney Tunes (Bah, Humduck! A Looney Tunes Christmas), (2006). Mediometraggio d'animazione statunitense con protagonisti i Looney Tunes.
- Barbie e il canto di Natale (Barbie in a Christmas Carol) (2008). Film d'animazione statunitense del franchise di Barbie.
- La rivolta delle ex (2009). Liberamente ispirato alla storia di Dickens, con un donnaiolo come protagonista al posto dell'avaro Scrooge.
- A Christmas Carol (2009), realizzato in animazione digitalizzata in 3D, con l'ausilio di attori in carne e ossa; con Jim Carrey nei ruoli di Scrooge e dei tre fantasmi.
- Cupido a Natale (2010). Versione moderna del Canto di Natale.
- I Puffi - A Christmas Carol (The Smurfs: A Christmas Carol) (2011).
- Dickens - L'uomo che inventò il Natale (The Man Who Invented Christmas), regia di Bharat Nalluri (2017).
- Scrooge - Canto di Natale (Scrooge: A Christmas Carol) (2022). Versione musicale in animazione digitalizzata.
- Spirited - Magia di Natale (Spirited) (2022).
- Il principe di Roma, film diretto da Edoardo Falcone e ispirato al Canto di Natale (2022).

### Adattamenti televisivi
I primi adattamenti televisivi del Canto di Natale di Charles Dickens furono trasmessi alla televisione americana a partire già dal 1943. Si tratta di brevi filmati, della lunghezza massima di 60 minuti. La prima produzione ad ampio respiro della durata di 120 minuti fu prodotta della BBC nel 1950.

#### Film per la televisione
- 1943: A Christmas Carol, film TV (USA), con William Podmore.
- 1944: A Christmas Carol, film TV (USA).
- 1945: A Christmas Carol, film TV (USA), con Norman Pellegrini.
- 1947: A Christmas Carol, film TV (USA), con John Carradine.
- 1948: A Christmas Carol, film TV (USA), con Dennis King.
- 1949: The Christmas Carol, film TV (USA), con Taylor Holmes.
- 1950: A Christmas Carol, film TV (UK), con Bransby Williams.
- 1951: A Christmas Carol, film TV (USA), con Ralph Richardson.
- 1952: A Christmas Carol, film TV (USA), con Malcolm Keen.
- 1953: A Christmas Carol, film TV (USA), con Noel Leslie.
- 1954: A Christmas Carol, film TV (USA), con Fredric March.
- 1955: The Merry Christmas, film TV (UK), con Hugo Griffith.
- 1955: Story of the Christmas Carol, film TV (USA), con Norman Gottschalk.
- 1955: A Christmas Carol, film TV (USA), con Jonathan Harris.
- 1956: The Stingiest Man in Town, film TV (USA), con Basil Rathbone.
- 1957: The Trail to Christmas, film TV (USA), con John McIntire.
- 1958: The Merry Christmas, film TV (UK), con Stephen Murray.
- 1962: Mister Magoo's Christmas Carol, film d'animazione TV (USA).
- 1962: A Christmas Carol, film TV (UK), con Stephen Manton.
- 1964: A Christmas Carol, film TV (USA), con John Monestero.
- 1966: Leyenda de Navidad, film TV (Spagna), con Luis Prendes.
- A Christmas Carol, diretto da Jean Tych (1982), film TV d'animazione australiano.
- Una favola fantastica (A Christmas Carol), regia di Clive Donner (1984), film TV.
- 1999: Canto di Natale, film TV con Patrick Stewart nei panni di Ebenezer Scrooge
- 2004: A Christmas Carol, film per la TV con Kelsey Grammer e Jennifer Love Hewitt

#### Serie televisive
- A Christmas Carol, episodio della serie anime Funky Fables.

- L'episodio Ebenezer Morloch della quinta edizione della serie televisiva Saranno famosi riprende la trama del romanzo di Dickens, assegnando ciascuna parte agli studenti e ai professori della scuola d'arte.
- L'episodio Il Natale di London della serie televisiva Zack e Cody sul ponte di comando è basato sul romanzo, dove London è la ragazza ricca e avara, che si redime per evitare di rimanere triste e sola.
- In un episodio della serie Widget: un alieno per amico il simpatico alieno utilizza la strategia dei tre fantasmi per convincere un industriale senza scrupoli ad abbandonare i suoi progetti inquinanti.
- Lo speciale di Natale del 2010 di Doctor Who è intitolato A Christmas Carol ed è basato sul romanzo. Il Dottore interpreta il ruolo dei tre fantasmi per convincere il ricco e avaro Kazran Sardick a fare opere di bene e a disattivare lo scudo che circonda il pianeta, in modo da permettere l'atterraggio sicuro di una nave da crociera con oltre 4000 passeggeri a bordo.
- In alcuni episodi di diverse serie tv, come Hazzard, I Jefferson e Quantum Leap, viene usata dai protagonisti l'idea dei tre fantasmi per fare ravvedere un cattivo.
- Nell'episodio La festa dell'amicizia della serie televisiva animata My Little Pony - L'amicizia è magica, Twilight Sparkle racconta a Starlight Glimmer un adattamento pony del romanzo (qui chiamato La Storia del Focolare dell'Amicizia).

### Adattamenti radiofonici
La RSI ha realizzato nel 2004 per la rete culturale Rete 2 un adattamento radiofonico in forma ibrida di lettura scenica dal vivo con pubblico, per la regia di Marco Rampoldi, interpretato da Antonio Ballerio, Luca Bottale, Maurizio Dosi, Claudio Moneta, Elda Olivieri, Roberta Petrozzi, Carmen Piga e con le musiche di Alessandro Carlà. Il particolare gradimento della trasmissione ne ha decretato il successo come "cult" e la rituale trasmissione in replica ogni anno all'avvicinarsi del Natale, arrivata senza soste nel 2021 alla 17ª annualità di programmazione.

### Adattamenti fumettistici

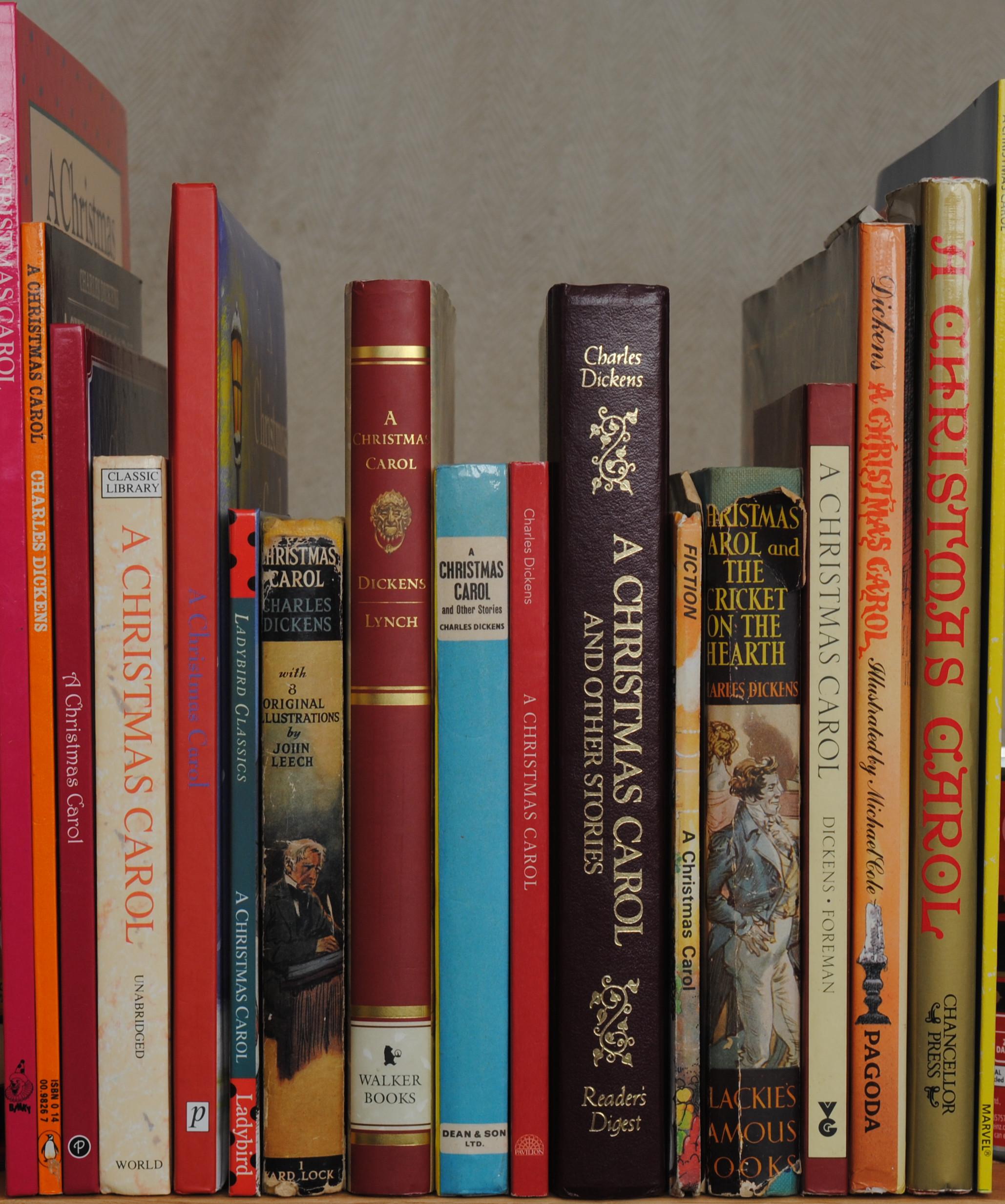
Edizioni del Canto di Natale

- Una storia a fumetti di Lupo Alberto è intitolata Canto di Ferragosto e mostra la coscienza di Mosè fare pentire quest'ultimo per avere rovinato il Ferragosto ai suoi amici, mostrandogli un Ferragosto del passato, quello del presente e uno del futuro. L'episodio è quindi una chiara parodia di Canto di Natale.
- Anche su Topolino è apparsa una storia intitolata Canto di Natale, la cui trama riprende fedelmente il romanzo di Dickens. La storia omonima, adattata con la sceneggiatura di Guido Martina e i disegni di José Colomer Fonts, è uscita per la prima volta su Topolino n. 1412 il 19 dicembre 1982 e vede Zio Paperone nei panni di Ebenezer Scrooge[8][9].
- Per la DC Comics è uscita nel 2011 la graphic novel Batman: Natale (Batman: Noël), indipendente dalla continuity DC. Scritta e disegnata da Lee Bermejo, è liberamente ispirato al Canto di Natale di Dickens. I fantasmi del passato presente e futuro sono rispettivamente Catwoman, Superman e Joker.
- Il tema del Canto di Natale è ripreso nel numero 112 di Fables, "All in a single night", dove la sorella di Biancaneve incontra i tre agenti della Speranza. Il racconto è disponibile in italiano sotto il nome L'eredità del vento.

### Riduzioni italiane, edizioni critiche e gli altri racconti di Natale
La prima riduzione italiana del romanzo apparve nel 1934 con il titolo Storia di un vecchio avaro, di tre fantasmi e un lieto Natale (insieme a Trottino e le campane e Il grillo del focolare) nel libro I racconti di Natale nella collana per bambini e ragazzi La Scala d'oro della UTET, serie 3, volume 3: il volume era adattato e narrato da Eugenio Treves e illustrato da Carlo Nicco.
La più ricca edizione critica del Canto di Natale è The Annotated Christmas Carol a cura di Michael Patrick Bearn con i disegni di John Leech, pubblicata nel 2004 da W. W. Norton & Company, New York.
Tra le edizioni italiane con testo a fronte quella del 2001 tradotta e introdotta da Marisa Sestito (2001, Marsilio) che nel 2005 ha pure curato, per Marsilio, un'edizione di Il patto col fantasma (1848).
Gli altri tre racconti di Natale di Dickens, meno noti del Canto, sono Le Campane (1844), Il grillo del focolare (1845), La battaglia della vita (1846).

### Adattamenti su internet
James Rolfe ha realizzato una puntata di The Angry Video Game Nerd per lo speciale di Natale 2007, che è una parodia di questo racconto, recensendo 2 giochi, la versione NES di Mamma, ho riperso l'aereo: mi sono smarrito a New York e Shaq Fu. Questo è il penultimo episodio della stagione 2 della sua webserie.

### Critica
- Introduction to The Christmas Books. Penguin, 1971, 1st vol.
- Introduction to The Christmas Carol. Penguin, 1971, 1st vol.
- Mario Praz, Storia della letteratura inglese, Firenze, Sansoni, 1978.
- The annotated Christmas Carol illustrated by John Leech, edited by Michael Patrick Hearn, 2004, Norton and Company inc., New York

### Traduzioni italiane
- Le apparizioni di Natale, trad. di Paolo Bettoni, Milano, Borroni e Scotti, 1852.
- Cantico di Natale in prosa, trad. di F.G. ed E.D., Torino, Tipografia Franchini, 1863.
- Una Canzone del Natale in prosa, trad. Eugenio De Benedetti, Tipografia ed. milanese, Milano, 1873.
- Cantico di Natale in prosa. Racconto di spiriti, trad. Federigo Verdinois, Hoepli, Milano, 1888; Ist. Edit. Italiano, Milano, 1913.
- Lo spettro di Marley, trad. Carlo Laguna, Società Editoriale Milanese, Milano, 1908.
- Cantico di Natale, trad. Maria Ettlinger Fano, G. B. Paravia, Torino, 1921.
- La canzone del Natale. Storia di spiriti, trad. Maria Vanni, Signorelli, Milano, 1927.
- Racconto di Natale, trad. A. Serafini, Sonzogno, Milano, 1927.
- Racconto di Natale, trad. Diego Angeli, illustrazioni di Arthur Rackham, Bergamo, Istituto Italiano d'Arti Grafiche, 1929.
- Racconti di Natale, trad. Tullio e Mignonne Marchesi, La Nuova Italia, Firenze, 1932.
- in I Racconti di Natale, trad. E. Treves, UTET, Torino, 1934.
- in Scrooge e il grillo del focolare, trad. D. Carter, Sonzogno, Milano, 1937.
- Racconti di Natale, trad. di Mara Fabietti, Sesto San Giovanni (Milano), Barion, 1937.
- Racconti di Natale, trad. di Maria Zucco, Torino, Andrea Viglongo, 1944.
- La canzone di Natale, trad. di Pia di Valmarana, Venezia, A. Depoli, 1946.
- Canto di Natale in prosa, trad. Maria Luisa Fehr, Collana BUR, Rizzoli, Milano, 1950.
- Racconto di Natale, trad. di Mina Doro, Torino, Ramella, 1950.
- Racconto di Natale. Ballata in prosa, ossia storia natalizia di spiriti, trad. Sergio Ferrero, Garzanti, Milano, 1950; ora col titolo Canto di Natale, Garzanti, 2012.
- Una canzone di Natale, trad. L. Renzi, Salani, Firenze, 1950.
- Il Cantico di Natale e altri racconti, trad. Maria Longi, Franceschini & Figlio, Firenze, 1951.
- Canto di Natale, trad. Frida Ballini, Fratelli Fabbri Editori, Milano, 1953; Edizioni San Paolo (Paoline), Cinisello Balsamo, 1970.
- Canto di Natale, trad. Marta Cagnoni, Editrice Società Apostolato Stampa (SAS), Torino, 1954.
- Il canto di Natale, a cura di Raul Pra, Bologna, Carroccio-Aldebaran, 1958.
- Ballata di Natale, in Racconti di Natale, trad. Emanuele Grazzi, Gherardo Casini Editore, Roma, 1959; Collana Oscar Classici n.191, Mondadori, Milano, 1990 - con un saggio di G.K. Chesterton, Mondadori, 2001; trad. riveduta, Newton Compton, Roma, 1993-2021; De Agostini, Novara, 1984-2003; Collana Oscar junior, Mondadori, 2017; Liberamente, 2018.
- Racconto di Natale, a cura di Bruno Paltrinieri, Milano, Editrice Piccoli, 1960.
- Un canto di Natale, a cura di F. La Polla, Bologna, Malipiero, 1966.
- Racconto di Natale (Scrooge), trad. Adele Levi, Mursia, Milano, 1970.
- in Un albero di Natale, trad. di Valentina Poggi Bonsi, Introduzione di Ada Nisbet, con le incisioni e uno scritto di Mirando Haz, Milano, All'insegna del pesce d'oro, 1981.
- Canto di Natale, in Racconti di fantasmi, trad. Michela Amendolea, Introduzione di Vincenzo Cerami, a cura di Malcolm Skey, Theoria, Roma, 1982; Milano, Bompiani, 1990.
- Canto di Natale, in I racconti di fantasmi, trad. Emanuela Turchetti, Roma, Theoria, 1989-1991.
- Racconto di Natale, trad. Donatella Mazza, Mursia, Milano, 1989.
- Un Canto di Natale, trad. Luigina Battistutta, C'era una volta, Pordenone, 1989; Illustrazioni di Lisbeth Zwerger, Nord-Sud Edizioni, 1998.
- Canto di Natale, trad. Valeria Lalli, Capriccio, Bologna, 1990.
- Racconto di Natale, trad. Adele Ricci, Mursia, Milano, 1993.
- Storia di Natale. Aspettando il miracolo della solidarietà fra gli uomini, trad. e Presentazione di Davide Sala, Bussolengo, Demetra, 1994; col titolo Canto di Natale, a cura di Lucia Fiorella, Firenze, Giunti, 2000-2012.
- Racconto di Natale, trad. di Mauro Rossi, Trieste, E. Elle, 1994.
- trad. di Anonimo riveduta da M. R. Cimnaghi, Introduzione di Paolo Pinto, Collana Compagni di Viaggio n.7, Roma, Viviani Editore, 1994, ISBN 88-7993-026-5.
- in Racconti di fantasmi, a cura di Daniela Jannelli, Collezione Segnalibro, Napoli, Morano Editore, 1995.
- Canto di Natale in prosa, ovvero Storia di fantasmi per Natale, trad. e cura di Milli Graffi, Milano, La Vita Felice, 1995.
- Canto di Natale, trad. di Roberto Mussapi, Collana Fenice contemporanea, Parma, Guanda, 1995.
- Canto di Natale, trad. di Anonimo, a cura di Anna Pellizzi, Milano, La Spiga, 1995.
- Canto di Natale e altri racconti, trad. Bruna Scornito, a cura di Franca Torchia, Principato, Milano, 1998, ISBN 978-88-416-1964-3.
- Canto di Natale, trad. Alessandra De Vizzi, Piemme, Casale Monferrato, 1999.
- Canto di Natale, trad. Marisa Sestito, Marsilio, Venezia, 2001, ISBN 88-317-7837-4.
- Canto di Natale, trad. Emanuela Tarascio, Raffaello, Monte San Vito, 2002.
- Canto di Natale e altri racconti, trad. Bianca Tarozzi, Prefazione di Alessandra Orsi, La Biblioteca dell'Ottocento, La Repubblica, Roma, 2004.
- Canto di Natale, trad. Floriana Pagano, Edizioni EL, 2007.
- Canto di Natale, in Canti di Natale, trad. Luca Lamberti[1], Einaudi, Torino, 2007.
- A Christmas Carol, trad. Enrico De Luca, Caravaggio Editore, Vasto, 2009.
- Un canto di Natale, trad. Marina Vaggi, con le illustrazioni originali di John Leach del 1843, Interlinea, Novara, 2009.
- Canto di Natale, trad. Guglielmo Carlesi, B. C. Dalai, Milano, 2010.
- Canto di Natale, trad. Tommaso Gurrieri, Barbès, Firenze, 2010.
- Canto di Natale, trad. Fabrizio Bagatti, Clichy, Firenze, 2014.
- Canto di Natale, trad. Silvio Scorsi, Alter Ego, Viterbo, 2014.
- Canto di Natale, trad. Bruno Amato, Collana UE.I Classici, Feltrinelli, Milano, 2016; Gribaudo, 2017.
- Canto di Natale, trad. Sergio Claudio Perroni, Bompiani, Milano, 2017; Introduzione di Mario Baudino, Giunti-Barbèra, 2021, ISBN 978-88-099-1175-8.
- Canto di Natale, traduzione di Giuseppe Iacobaci, illustrazioni di Elisa Paganelli, Novara, De Agostini, 2017, ISBN 978-88-511-5023-5.
- Canto di Natale, trad. Riccardo Mainetti, flower-ed, Roma, 2018. ISBN 978-88-85628-45-8; ISBN ebook 978-88-85628-44-1.
- Canto di Natale, traduzione di Giulia Baiocchi, illustrazioni di Maria Toesca, Collana Star, Legnano (Milano), Crealibri, 2018, ISBN 978-88-683-7563-8.
- Canto di Natale, traduzione di Beatrice Masini, Collana grandi classici, Milano, BUR Rizzoli, 2019, ISBN 978-88-171-4222-9. - con le illustrazioni di Iacopo Bruno, BUR, 2020.
- Canto di Natale, traduzione di Pierdomenico Baccalario, illustrazioni di Mayumi Oono, San Dorligo della Valle (Trieste), Einaudi Ragazzi, 2020, ISBN 978-88-665-6644-1.
- Canto di Natale, traduzione di Stella Sacchini, illutrazioni di Luca Caimmi, Collana Oscar Classici Baobab, Milano, Mondadori, 2020, ISBN 978-88-047-3036-1.
- Canto di Natale, traduzione di Massimo Ortelio, illustrazioni di Manuele Fior, Collana Spleen, Vicenza, Neri Pozza, 2022, ISBN 978-88-545-2388-3.